# НПО «Искра»
ПАО НПО «Искра» — одно из крупнейших машиностроительных предприятий России. Проектировщик, производитель и поставщик оборудования для топливно-энергетического комплекса, разработчик и производитель ракетных двигателей на твердом топливе и их элементов для ракетных комплексов различного назначения, в том числе для стратегических сил Российской Федерации. Предприятие осуществляет комплекс инжиниринговых услуг, производство, закупку комплектующих, логистику, строительство и ввод в эксплуатацию. Более половины доходов от продажи продукции и услуг приходится на продукцию гражданского назначения.
Головной офис организации находится в городе Пермь.

## История
Предприятие было основано в декабре 1955 года для разработки и создания образцов ракетной техники, как СКБ-172. Старое название — КБМаш (Конструкторское бюро машиностроения). Большую роль в становлении и развитии предприятия сыграл генеральный конструктор и генеральный директор Лавров Л. Н.

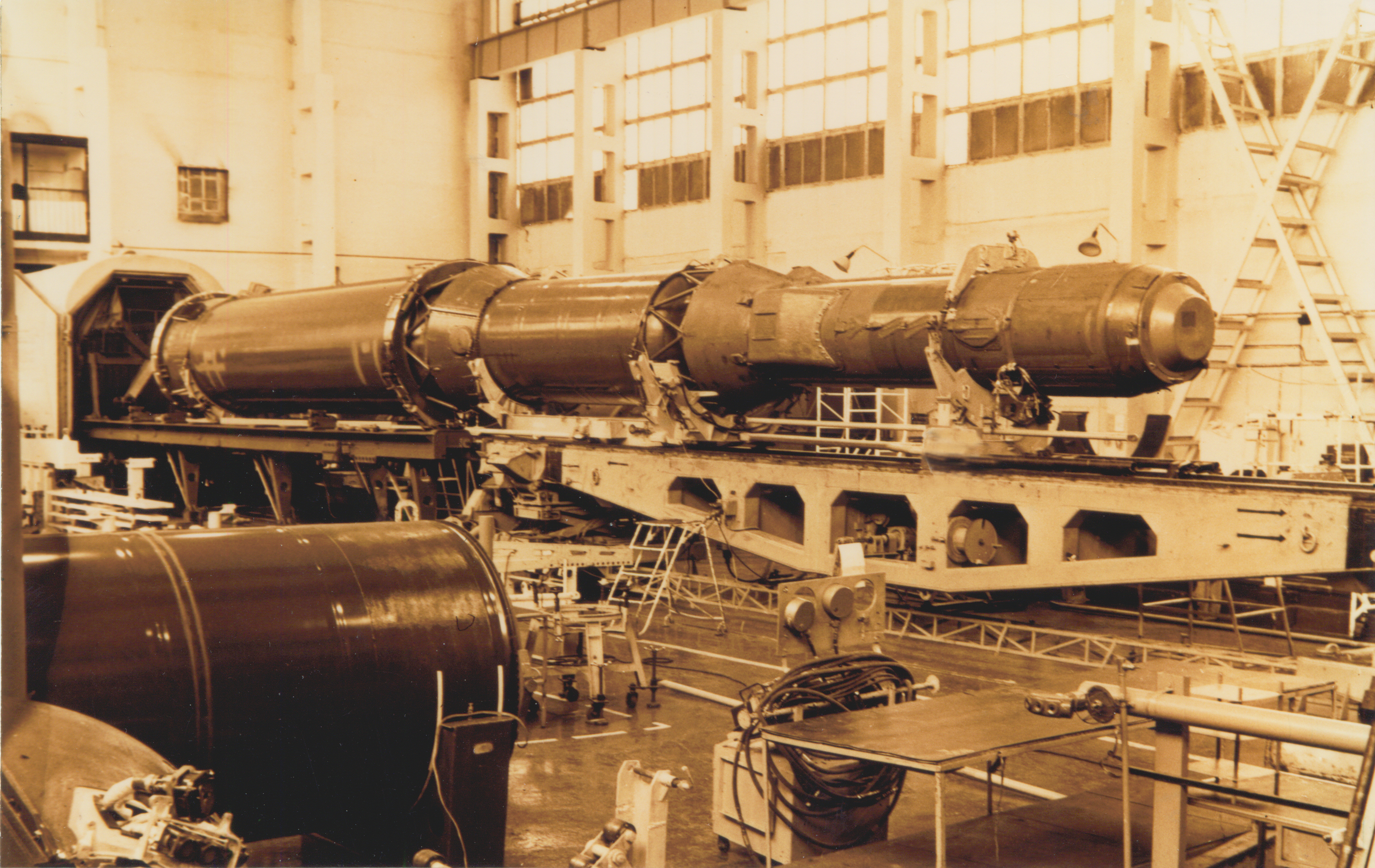
Советская межконтинентальная баллистическая ракета

В начале 1990-х годов по программам «Урал-Газпром» и «Урал-Газпром 2», используя научную и производственную базу ракетостроительного предприятия, ПАО НПО «Искра» в кооперации с ведущими машиностроительными предприятиями и научно-исследовательскими институтами России приступило к проектированию и производству газоперекачивающих агрегатов и газотурбинных электростанций для ПАО «Газпром».
В 1995 году были проведены межведомственные испытания и сдача в эксплуатацию первого агрегата ГПА-12Р «Урал» с ГТУ-12П (на базе авиационного двигателя ПС-90) на КС «Ординская».
В 1996 году на КС «Пермская» пущен в эксплуатацию первый российский блочно-комплектный газоперекачивающий агрегат ГПА-12 «Урал».
В 1998 году прошёл испытание первый центробежный компрессор.
В 1999 году проведены межведомственные испытания блочно-контейнерной газотурбинной электростанции ГТЭС-4 «Урал» в ООО «Газпром трансгаз Екатеринбург».
В 2001 году прошёл межведомственные испытания газоперекачивающий агрегат, оснащённый центробежным компрессором с «сухими» газодинамическими уплотнениями и электромагнитным подвесом ротора - инновационным решением в  начале нулевых.
В 2005 году группа специалистов ПАО НПО «Искра»  была удостоена премии Правительства РФ за создание газоперекачивающих агрегатов.
В 2006 году введён в эксплуатацию первый газоперекачивающий агрегат мощностью 25 МВт.

## Собственники
Владельцы акций:
- Объединённая ракетно-космическая корпорация — обыкновенные акции (75 % от общего количества акций)
- Физические лица — привилегированные акции (25 % от общего количества акций)

## Руководство
- 1956 — 1968 — Михаил Цирульников (Каневский уезд, 1907 − 1990) — первый главный конструктор КБ машиностроения (Пермь).
- 1968  — 1985 — Лев Лавров (Шуя, Ивановская область, СССР, 1933 − 1994) — главный конструктор пермского КБ Машиностроения.
- 1985  — 1994 — Лев Лавров — генеральный конструктор и генеральный директор НПО Искра.
- 1994  — 2012  — Михаил Соколовский (Санкт-Петербург, 1935 − настоящее время) — генеральный конструктор и генеральный директор.
- 2012  — 2019 — Владимир Шатров (Ветлужский, Костромская область, 1954 − 2022) — генеральный директор[3].
- 2019 — 2020 — Дмитрий Сыров (Новохопёрск, Воронежская область, 1981 − настоящее время) — исполнительный директор.
- 2020 — Сергей Юрасов[4] (Дальний, Пермская область, 1964 – настоящее время) — исполнительный директор.
- 2020 — настоящее время — Сергей Юрасов[5] генеральный директор.

## Продукция

###### Газоперекачивающие агрегаты.

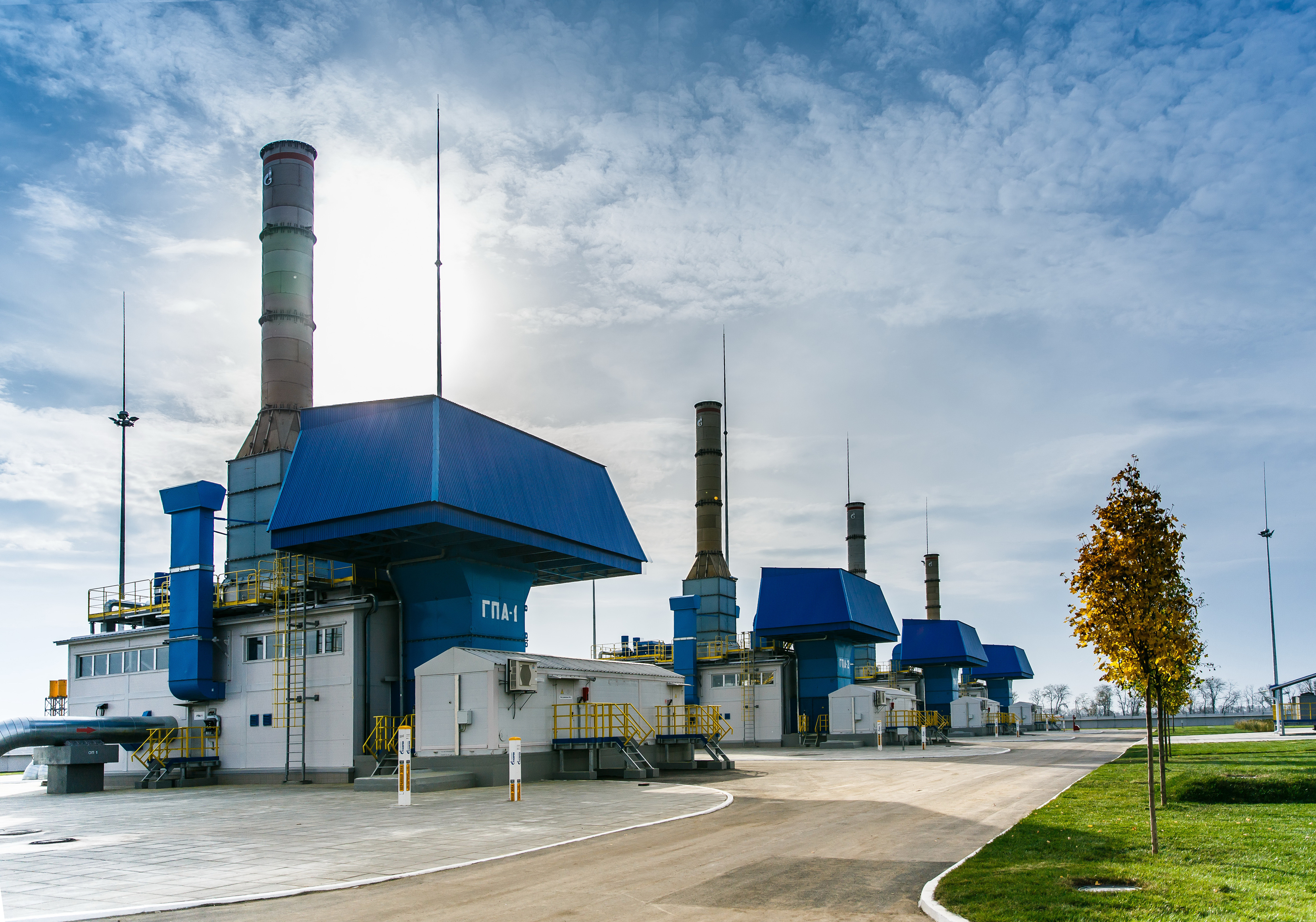
Газоперекачивающие агрегаты производства НПО "Искра"

В настоящее время разработано и изготовлено более 560 газоперекачивающих агрегатов разработки НПО «Искра» различных модификаций мощностью 4...25 МВт для линейных и дожимных компрессорных станций, для станций подземного хранения газа, как вновь возводимых, так и реконструируемых объектов.

###### Газотурбинные электростанции.

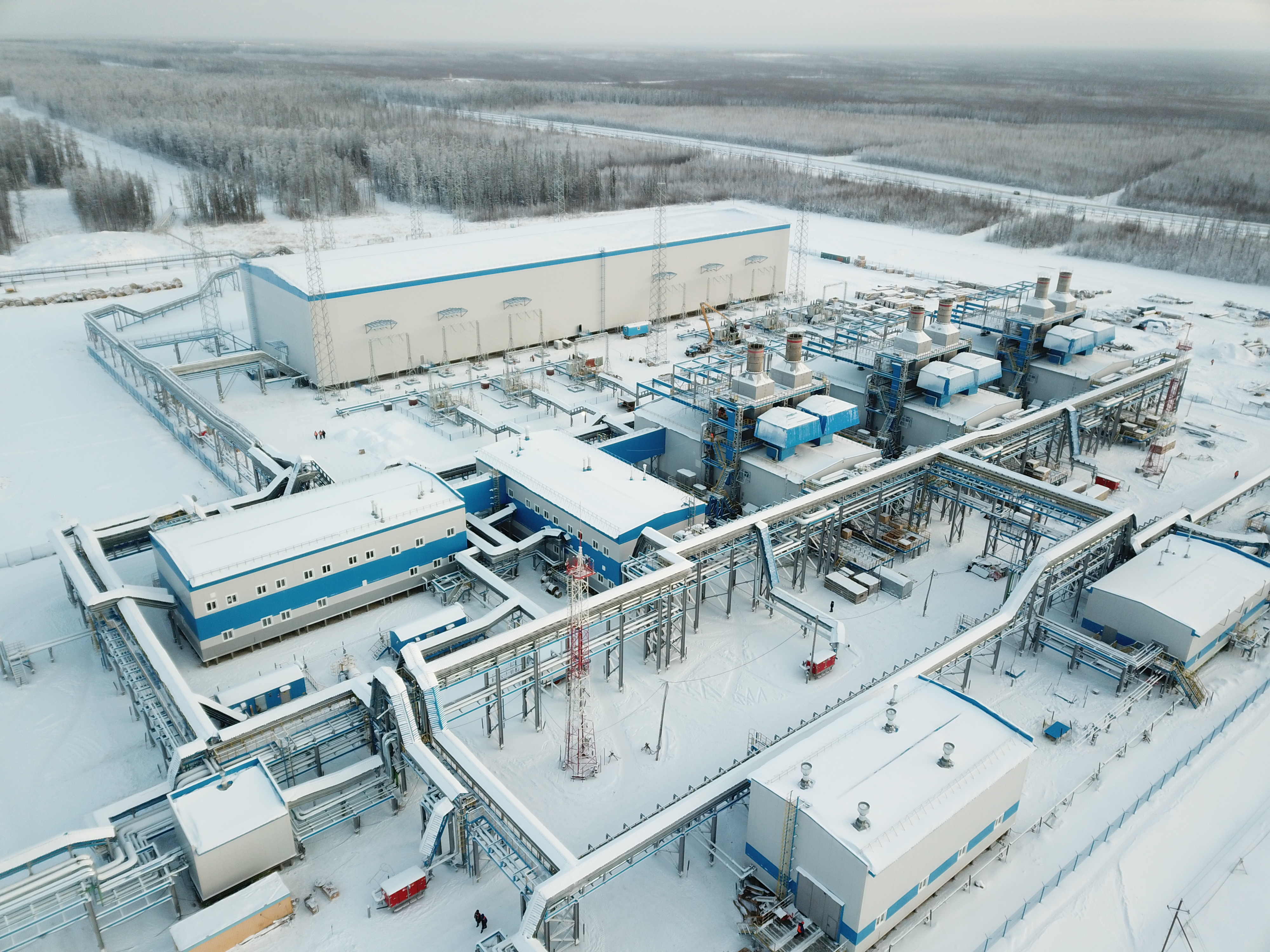
Газотурбинные электростанции на Чаяндинском нефтегазоконденсатном месторождении

Для объектов малой энергетики и предприятий нефтегазодобычи НПО «Искра» созданы газотурбинные электростанции мощностью 4 МВт и энергоблоки газотурбинных электростанций мощностью 12МВт (всего около 10 модификаций серии «Урал»).

###### Центробежныекомпрессоры.

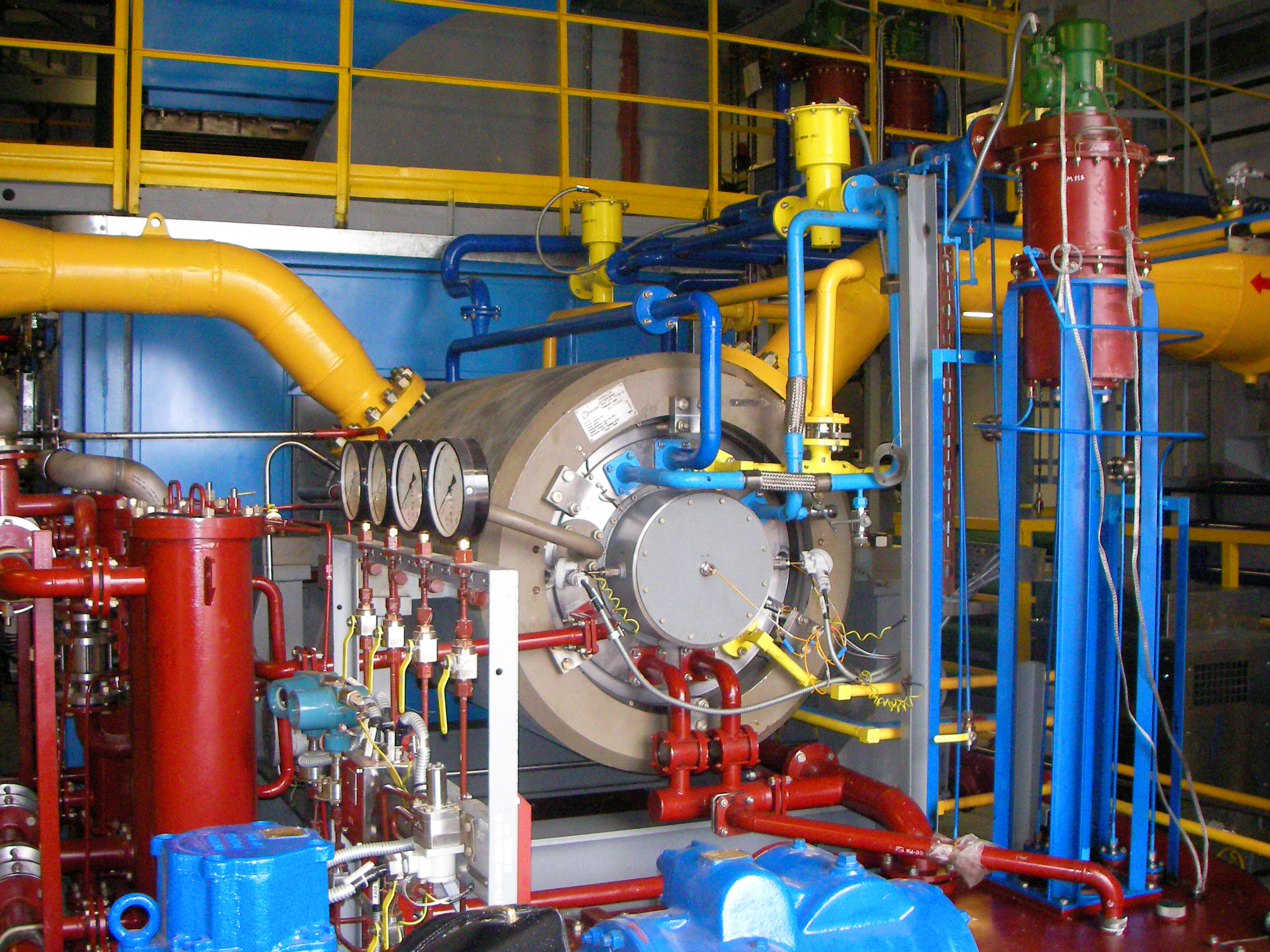
Центробежный компрессор производства ПАО НПО "Искра"

ПАО НПО «Искра» с 1996 г. разрабатывает по собственной документации и изготавливает центробежные компрессоры, сменные проточные части, экспериментальные установки и комплекты реконструкции в классе мощности 0,4...25 МВт с рабочим давлением до 25 МПа и степенью повышения давления в одном корпусе до 18,5.
В номенклатуре предприятия 75 наименований компрессорного оборудования различного назначения. Компрессоры ПАО НПО «Искра» оснащаются современными системами «сухих» газодинамических уплотнений, демпферными подшипниками или магнитным подвесом ротора. Технические характеристики компрессоров соответствуют современному уровню.

###### Оборудование длянефтедобывающей и нефтеперерабатывающей отраслей.
Предприятие по заказам нефтегазодобывающих предприятий выполняет опытно-конструкторские и научно-исследовательские работы по решению проблемных технологических вопросов, имеющихся у заказчиков, изготавливает оборудование, осуществляет его сервисное обслуживание.

###### Одновинтовые и мембранные насосы для перекачки агрессивных и высоковязких средств.
Одновинтовые насосы предназначены для перекачивания жидкостей и высоковязких сред. Перекачиваемая среда может содержать в себе волокнистые, твердые и абразивные включения размером до 2 мм.
Насосы мембранные пневматические предназначены для перекачивания абразивосодержащих, вязких, пастообразных, чувствительных к перемещению, агрессивных и других сред.

###### Изделия из композиционных материалов.
ПАО НПО «Искра» располагает высококвалифицированными специалистами и оборудованием, позволяющими выпускать ракетные двигатели и конверсионную продукцию из композиционных материалов. Основные требования, учитываемые при разработке изделий из композиционных материалов, это повышенные сроки эксплуатации, жаропрочность, эрозионная стойкость, постоянство структуры и химического состава.
На предприятии разработаны методики неразрушающего контроля и прогнозирования свойств материалов при старении.

###### Ракетные двигатели на твёрдом топливе, сопловые блоки, ракетные системы.
- Номенклатура разрабатываемых и проектируемых маршевых твердотопливных двигателей включает ракетные двигатели на твердом топливе стартовых ступеней ракет, в том числе ракет-носителей, имеющих диаметр до 3000 мм и массу топлива до 75000 кг, ракетные двигатели на твердом топливе высотных ступеней ракет с соплами больших степеней расширения, имеющими телескопические выдвигаемые насадки.

В конструкциях маршевых двигателей широко используются конструкционные органопластики и углепластики, высокоэффективные углерод-углеродные, теплозащитные и эластомерные материалы с уникальными характеристиками и свойствами.
- Предприятие располагает развитой производственной инфраструктурой, обеспечивающей весь цикл создания раздвижных сопел и насадков, включая проектирование, испытания, серийное изготовление.

## Санкции
27 мая 2023 года, на фоне вторжения России на Украину, НПО «Искра» включено в санкционный список Украины так как компания является «предприятием военно-промышленного комплекса, которое совершает разработку/производство продукции военного назначения, которая использовалась Россией во время незаконного вторжения в Украину в 2022 году»
23 июня 2023 года предприятие включено в санкционный список всех стран Евросоюза так как НПО оказывает материальную поддержку и получает выгоду от Правительства России, которое несет ответственность за аннексию Крыма и дестабилизацию Украины. В частности, предприятие «производит элементы для ракетных комплексов, используемых Вооруженными силами России в агрессивной войне против Украины».
12 июня 2024 года предприятие попало в блокирующий санкционный список США, так как оно разрабатывает и производит ракетные комплексы, используемые в Вооруженных Силах РФ.

## Проекты с участием ПАО НПО «Искра»
- Амурский газоперерабатывающий завод[12]
- Магистральный газопровод «Ухта – Торжок»
- Ен-Яхинское месторождение
- Газовый проект «Роспан»
- Уренгойское газовое месторождение
- Яро-Яхинское нефтегазоконденсатное месторождение
- Южно-Русское нефтегазовое месторождение
- Приразломное месторождение
- Сила Сибири